# La fiesta del Chivo (película)
La fiesta del Chivo es una película dirigida por el peruano Luis Llosa y producida en España acerca de la dictadura en la República Dominicana. Fue estrenada en 2006 en el Festival de Cine de Berlín. Fue estrenada el 25 de noviembre de 2005 en República Dominicana y el 30 de marzo del año siguiente en Perú.

## Actores principales
- Tomás Milián (Rafael Leónidas Trujillo)
- Isabella Rossellini (Urania Cabral)
- Juan Diego Botto (Amadito)
- Paul Freeman (Agustín Cabral)
- David Zayas (Antonio de la Maza)
- Steven Bauer (Viñas)

En la cinta actúan los actores dominicanos Frank Perozo, Sergio Carlo, Pericles Mejía, José Guillermo Cortiñez, Sharlene Taulé, Nuri Sanlley. Víctor Ramírez, Milagros Germán, entre otros.

## Argumento
La película está ambientada en Santo Domingo (República Dominicana) en 1960 y 1961. Narra la época en la que el general Trujillo fue dictador de la República Dominicana a través de la historia de Urania Cabral, quien regresa a su tierra natal tras su huida precipitada del país muchos años antes. A su retorno, Urania confesará a su familia el motivo de su huida.
Mientras Urania Cabral visita a su padre en Santo Domingo, la acción se traslada a 1961, cuando la capital dominicana aún se llamaba Ciudad Trujillo. Allí un hombre que no suda, el dictador Rafael Leónidas Trujillo, tiraniza a tres millones de personas sin saber que se gesta una maquiavélica transición a la democracia y que su propio asesinato ya se ha puesto en marcha.

## Desarrollo
Basada en la obra homónima de Mario Vargas Llosa, primo del director, la película trata la historia de una de las dictaduras más sangrientas de la América Latina del siglo XX. Tanto el director, como el reparto principal de la película y el autor de la novela estuvieron presentes en el país natal de este último para el estreno de la película en marzo del 2006. Al mes siguiente, Mario Vargas Llosa viajó a la República Dominicana para asistir al estreno de la cinta en aquel país.